# Кокорева, Нина Николаевна
Ни́на Никола́евна Ко́корева (31 декабря 1957, Москва — 28 февраля 2020, Москва) — советская и российская журналистка и поэтесса, литературный редактор журнала «Music Box» и газеты «Территория Культуры». Нина Кокорева сотрудничала с группами «Мастер», «Ария», «Земляне», «Турнир», Ольгой Кормухиной и др.

## Биография
Нина Кокорева в студенчестве играла в московском театре «Четвертая стена», участвовала в спектаклях для детей, в новогодних «ёлках», а также писала тексты песен для известных рок-групп «Мастер» и «Земляне». Летом 1999 года, вместе с подругой, Евгенией Самитиной, которая также увлекалась театром, Кокорева открыла своё дело — салон проката карнавальной одежды «Крылатый крокодил».
Поэтесса отдавала предпочтение «тяжёлой» музыке, хотя иногда писала и для «попсовых» исполнителей.

Я работала в Московском институте инженеров транспорта в отделе снабжения: веники доставала. Писала стихи и жутко этого стеснялась. Однажды к нам на работу устроилась Лада Большакова, жена Андрея Большакова, тогда ещё гитариста «Арии». Узнав, что её муж — музыкант, я решилась показать ей стихи. Разумеется, сказала при этом, что это стихи одного моего приятеля… Лада стихи прочла, ей понравилось и она спросила: «Сама, что ли, написала?..» После этого мы созвонились с Андреем, я подъехала на базу «Мастера» в кинотеатр «Энтузиаст», и Андрей дал мне музычку, то есть «рыбу», записанную в его манере, в цифровой…— Нина Кокорева

— А какая была твоя первая песня, сделанная для «Мастера»? 

— Это была песня «Берегись»… Я написала её очень быстро, лишь две строчки никак не могли втиснуться, и Андрей Большаков звонил мне каждые сорок минут, пока не получилось… Саму песню я впервые «живьём» услышала на концерте «Мастера» в «Сетуни», где они играли с «Лотосом». А когда я эту песню по радио услышала — был такой удар!.. Вообще «Мастер» — это моя колыбель. После выхода их альбома мне стали звонить разные люди, предлагать работу. Многим я отказывала: Алибасову, например. Но когда Андрей Большаков просил меня написать для «Мастера», я всегда была этому рада. Бытует такое мнение, что в тяжёлой музыке не важны тексты, но Андрей был строг в этом плане, со мной, во всяком случае. Он всегда требовал, чтобы в песне содержалась мысль! Во второй альбом «Мастера», «С петлёй на шее», вошло уже четыре моих песни. Два текста были написаны специально для альбома, а ещё два — это мои старые стихи, написанные ещё во время работы в отделе снабжения в МИИТе.— Нина Кокорева (В.Марочкин, «Как пишутся песни?»)

## Песни
Нина Кокорева — автор текстов к песням:
| Группа «Земляне» - Русские, русские, русские / Завтра уже началось - Рывок / Спортивный гимн Тхэквондо - Лимита - Одиночество - Память - Волшебный куст / Кусты - С кем не бывает - Холод души Группа «Ария» - Меченый злом | Группа «Мастер» - Берегись - Високосный век - Корабль дураков - Мы не хотим / Не хотим - Наплевать - Палачи - С петлёй на шее Группа «Пилигрим» - Бойня Группа «Батаник» - Город теней - Любовь / Первая любовь | Прочие - Выход герольдов / Песня герольдов - Выходной - Королева дискотек - Люблю курить - Она моя - Под стук колёс - Пчёлка - Ревность - Свободен - Сентиментальный вальс - Спортзал - Твист кошек - Трубач - Турецкий марш - Ты и я - Южная ночь |